# 日本の闇ガイド
日本の闇ガイド（にっぽんのやみがいど）とは、無資格で外国人観光客から、報酬を得て暗躍する、かつて違法であった職業。特に中国及び、中国系（台湾やシンガポールなど）の観光客をターゲットにして荒稼ぎをしていた。現在は自由化され資格を有しなくても通訳案内業を営むことが可能となった。

## 概要
通訳案内士は、日本国政府（観光庁）認定の国家資格で、訪日外国人旅行客を対象に通訳と観光案内を行う国家資格である。外国人向けの観光ガイドは、日本国政府の認定した資格を無い者が報酬を得れば、かつては違法であった。通訳案内士は日本で1万8,000人の登録があるが、中国語ガイドは、極端に不足している。そのため、無資格・違法な「闇ガイド」が横行することになった。しかし、2018年1月から自由化され資格がなくても訪日外国人に対してガイド業務ができるようになった。
日本旅行業協会（JATA）の登録がない業者や、ガイドにホテルの予約依頼を出して、格安ツアーを実現させて、観光客を信用させる。これらはいずれも、違法なことが多く、業者・ガイドが破産したり、旅行代金を持ち逃げしても、各種保険の給付の対象とはならない。
闇ガイドは、契約社会を苦手とするアジアにおける人的つながり、地縁的なつながりを利用する。yガイドは、「私に任せて下さい」、「ボクに任せて！」と、信頼関係を作り上げたターゲット（観光客）を口説き、契約を取り付ける手口が多いという。時には、仕事の依頼を受ける前に、酒をいっしょに酌み交わすことさえもあるという。
闇ガイドに、ターゲットにされた観光客は、日本への入国前から、闇ガイドに依頼して来日する場合と、日本に入国してから依頼するときの2通りがある。
日本のあるテレビ局による追跡取材では、この闇ガイドが観光客らを連れて行く場所には、問題があるケースがある。
正規価格の数倍から10倍の価格で商品を売りつけることがある。こうした「免税店」の経営者はほとんどが中国人か韓国人だという。こうした暴利の50％は店側、25％は団体ツアー主宰の旅行会社、25％はガイドの懐に落ちると言われている（出典・レコードチャイナ）。
2012年8月21日、NHK〈追跡！真相ファイル〉「中国人観光客訪日格安ツアーのカラクリ」が放送され、中国人観光客を食い物にするヤミガイド、「ぼったくり土産物屋」実態が紹介された。また2013年3月12日からFNNスーパーニュース「中国人から次々苦情・ぼったくり日本ツアー“闇ガイド”衝撃実態！」をはじめ、その後も各種のマスコミによって、ヤミガイドに警鐘を鳴らす報道がなされている。

## 旅行業者に対する苦情窓口
- 一般社団法人日本旅行業協会（JATA）
  - http://www.jata-net.or.jp
- 一般社団法人全国旅行業協会（ANTA）東京都支部
  - http://www.anta-tyo.com/

ヤミガイドは、これらの協会・団体に所属していることは、あり得ないが、観光客が利用しようとしている観光会社・旅行会社が登録のある適法な業者であるかは、教えてもらえる。